# Денні Гальм
Деніс Клайв «Денні» Гальм (англ. Denis Clive Hulme), (нар. 18 червня 1936 — пом. 4 жовтня 1992) — новозеландський автогонщик. Єдиний гонщик з Нової Зеландії, що отримав титул чемпіона світу з автоперегонів у класі Формула-1 (1967). Двократний чемпіон з перегонів спортивних машин серії Can-Am (1968, 1970). Учасник Тасманійських серій (1964, 1967—1968), Формули-2 (1966) та 500 миль Індіанаполісу (1967—1969, 1971).
У доформульну кар'єру мав прізвисько «Босоногий хлопець з Те Пуке», за звичку керувати болідом босоніж. Згодом через зовнішню схожість та важкий характер преса охрестила його «Ведмедем».
Занесений до Міжнародного залу Слави автоспорту (2002). Офіцер Ордену Британської імперії.

## Молоді роки
Денні Гальм народився 18 червня 1936 у Нельсоні, на Південному острові Нової Зеландії в родині працівника ферми Альфреда Клайва Гальма та його дружини Рони Марджорі Меркотт. Його батько народився в Данідіні, у віці десяти років переїхав з родиною до Веллінгтону, а згодом переселився до Нельсону. Там він і одружився з Роною Марджорі. У подружжя народилося двоє дітей: син Деніс та дочка Аніта.
3 вересня 1939 року Нова Зеландія оголосила війну Німеччині разом із Великою Британією. Альфред Гальм був зарахований до військових сил у січні 1940 року, а 1 травня залишив територію батьківщини у складі 23 піхотного батальйону Другої Новозеландської дивізії. У складі своєї військової частини він захищав Грецію, а згодом був евакуйований на Крит, що залишався останнім прихистком британських військ в Середземному морі. Вирішальна битва за Крит почалася у травні 1941 року. Гальм проявив себе з найкращого боку: мужньо захищав аеродром Малем, вів за собою товаришів в контратаку за Галатос, знищував німецьких снайперів. Оточуючі вважали його чи не сповна розуму, чи фантастично хоробрим. Та 26 травня він дізнався про смерть від поранення свого молодшого брата Гарольда.Клайв попросив взяти участь у прикритті відходу військ, а після цього, пішовши у ворожий тил, ліквідував ще кількох ворожих снайперів, доки не був поранений в плече. За «лідерство, ініціативність, витривалість та яскраво проявлені хоробрість і відданість обов'язку» Альфред Клайв Гальм був нагороджений Хрестом Вікторії.

Весь цей час малий Денні з сестрою знаходилися на тютюновій фермі дідуся та бабусі в містечку Мотуеко. Батько повернувся додому 10 липня 1941. Після реабілітації на базі Роторуа, його визнали недієздатним до військової служби через стан здоров'я. Та у травні 1942 сержанта Гальма знов покликали до армії, на це раз, в межах рідного острова. Демобілізувався він лише у вересні 1943. Після цього родина Гальмів переселилася на Північний острів Нової Зеландії до селища Понгакава, що біля містечка Те Пуке. Там Гальм-старший придбав бізнес з автоперевезень.Малий Денні вчився керувати автівкою, сидячи на колінах у батька.

Закінчивши школу, він пішов працювати до батьківського гаражу. Його першою автівкою стала MG TF 1500. 

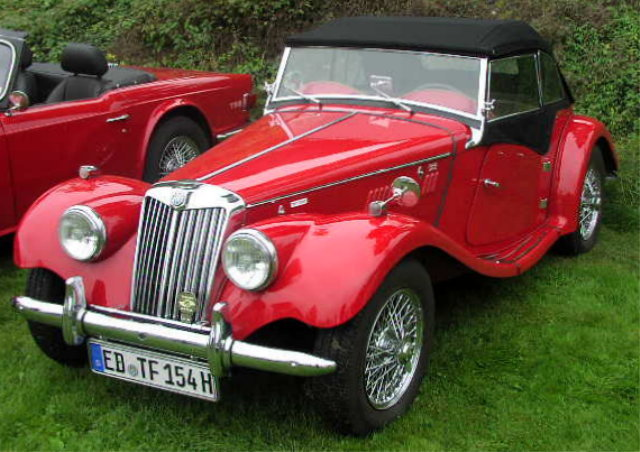
модель MG TF 1500

 З 1956 року він почав брати на ній участь в перегонах на пагорб.

## Гонки у Новій Зеландії
9 січня 1960 року Гальм узяв участь у сьомому Гран-прі Нової Зеландії, незаліковій гонці чемпіонату світу. Його болідом був популярний тоді дволітровий Cooper-Climax T45. На такому самому виступав Брюс МакЛарен, місцевий автогонщик, який вже два роки брав участь у «королівських» автоперегонах. Досвід узяв своє: Брюс фінішував другим, Денні — десятим. Та сміливий стиль пілотування дебютанта Гальма був помічений. Його вже тоді назвали фантастичним. Десятим Гальм був кваліфікований на наступних змаганнях — Lady Wigram Trophy, але дістатися фінішу не зміг, зійшовши на останніх колах через тиск масла.
У травні він узяв участь у XII змаганні BRDC International Trophy, що проходив на колі Сільверстоун у Великій Британії, діставшись фінішу дванадцятим. А у вересні на першому Lombank Trophy у Норфолку став четвертим, стартувавши з восьмої позиції. Та цього разу його «залізним конем» був Cooper-Climax T51 На ньому ж Гальм став сьомим у незаліковому Гран-прі Нової Зеландії 1961.
1960-го Денні став переможцем за стипендію для водіїв, що відправляли до Європи.

## Європейська доформульна кар'єра
Гальм виїхав до Британії, де працював у гаражі іншого легендарного гонщика Джека Бребгема у Чессінґтоні. 1961 на Cooper T56 за команду New Zealand Grand Prix Racing Team він узяв участь у заїздах європейської юніорської формули у Копенгагені, в Руані, Казерті, Реймсі,. В Мессіні він став другим, у Швеції, на трасі Карлскоґа, та в Данії — четвертим. Також був учасником кількох перегонів британської юніорської формули.
10—11 червня Хальм брав участь у 24 годинах Ле-Ману за команду Abarth разом із співвітчизником Анґусом Хайслопом на Fiat Abarth 850 S. У загальному заліку вони були 14-ми, виборовши перемогу у класі спортивних машин з об'ємом двигуна 701—850 см³.
Наступного року Кен Тірелл, що вже був помітною фігурою у гоночному світі, запросив Денні до своєї команди. У тому ж європейському юніорському чемпіонаті із Ken Tyrrell Racing на Cooper T59 Гальм став другим у Копенгагені, четвертим — у Реймсі та третім — на автодромі д'Альбі.

## Цікаві факти
- На початку 2009 року у Новій Зеландії вийшла серія поштових марок, присвячена героям автоперегонів. Марка із зображенням Денні Галма коштує два долари.[26]